# Lotta libera ai Giochi della X Olimpiade - Pesi medi
La competizione della categoria pesi medi (fino a 79 kg) di lotta libera dei Giochi della X Olimpiade si è svolta dal 1° al 3 agosto al Grand Olympic Auditorium in Los Angeles.

## Formato
Ad ogni incontro venivano assegnate le seguenti penalità:
- 0 = Al vincitore per schienata
- 1 = Al vincitore ai punti
- 3 = Allo sconfitto

Con cinque punti o più di penalità il lottatore veniva eliminato.

## Risultati
| Legenda                                  | Legenda |
| ---------------------------------------- | ------- |
| Lottatore con 5 penalità o più Eliminato |         |

### 1º Turno
| Vincitore       | Pen. | Risultato | Sconfitto       | Pen. |
| --------------- | ---- | --------- | --------------- | ---- |
| József Tunyogi  | 1    | Ai punti  | Émile Poilvé    | 3    |
| Sumiyuki Kotani | 0    | Schienata | Donald Stockton | 3    |
| Kyösti Luukko   | 1    | Ai punti  | Ivar Johansson  | 3    |
| Robert Hess     | 0    | -         | Esente          |      |

### 2º Turno
| Vincitore      | Pen. | Risultato | Sconfitto       | Pen. |
| -------------- | ---- | --------- | --------------- | ---- |
| József Tunyogi | 2    | Ai punti  | Robert Hess     | 3    |
| Émile Poilvé   | 3    | Schienata | Donald Stockton | 6    |
| Ivar Johansson | 3    | Schienata | Sumiyuki Kotani | 3    |
| Kyösti Luukko  | 1    | -         | Esente          |      |

### 3º Turno
| Vincitore      | Pen. | Risultato | Sconfitto       | Pen. |
| -------------- | ---- | --------- | --------------- | ---- |
| Robert Hess    | 3    | Schienata | Kyösti Luukko   | 4    |
| József Tunyogi | 3    | Ai punti  | Sumiyuki Kotani | 6    |
| Ivar Johansson | 3    | Schienata | Émile Poilvé    | 6    |

### 4º Turno
| Vincitore      | Pen. | Risultato | Sconfitto      | Pen. |
| -------------- | ---- | --------- | -------------- | ---- |
| Kyösti Luukko  | 4    | Schienata | József Tunyogi | 6    |
| Ivar Johansson | 3    | Schienata | Robert Hess    | 6    |

## Classifica finale
| Pos.    | Atleta          | Nazione     |
| ------- | --------------- | ----------- |
| Oro     | Ivar Johansson  | Svezia      |
| Argento | Kyösti Luukko   | Finlandia   |
| Bronzo  | József Tunyogi  | Ungheria    |
| 4       | Robert Hess     | Stati Uniti |
| 5       | Émile Poilvé    | Francia     |
| 5       | Sumiyuki Kotani | Giappone    |
| 7       | Donald Stockton | Canada      |